# Mezilaurus vanderwerffii
Mezilaurus vanderwerffii är en lagerväxtart som beskrevs av F.M.Alves & Baitello. Mezilaurus vanderwerffii ingår i släktet Mezilaurus och familjen lagerväxter. Inga underarter finns listade i Catalogue of Life.